# Andreas Barner
Andreas Barner (* 10. Februar 1953 in Freiburg im Breisgau) ist ein deutscher Arzt und Mathematiker. Von 2009 bis 2016 war er Vorsitzender der Unternehmensleitung von Boehringer Ingelheim.

## Ausbildung und Karriere
Barner studierte an der Universität Freiburg Medizin und an der Eidgenössischen Technischen Hochschule Zürich Mathematik und schloss beide Studiengänge mit der Promotion ab.
Nach einem Jahr als Arzt im Praktikum wechselte er in die Pharmaindustrie und hatte zunächst verschiedene Funktionen im Forschungsbereich der damaligen Ciba-Geigy AG in Basel (Schweiz) inne.
1992 wechselte Barner zu Boehringer Ingelheim, Ingelheim am Rhein (Deutschland), wo er die Leitung des Bereichs Medizin mit weltweiter klinischer Forschung, Registrierung, Information und Biometrie und Arzneimittelsicherheit übernahm. Seit dem 1. Juli 1999 war er Mitglied der Unternehmensleitung und dort für den Unternehmensbereich Pharma-Forschung, Entwicklung und Medizin zuständig. 2009 übernahm er zusätzlich die Rolle des Sprechers der Unternehmensleitung.
Am 30. Juni 2016 schied Barner als Vorsitzender der Unternehmensleitung aus und wechselte in den Gesellschafterausschuss von Boehringer Ingelheim.

## Weitere Ämter
Barner nimmt Funktionen in mehreren Verbänden der Wissenschaft und der Industrie wahr. So ist er seit Juni 2013 Präsident des Stifterverbandes für die Deutsche Wissenschaft. Weiterhin ist Barner Mitglied des Senats der Max-Planck-Gesellschaft und Mitglied im Präsidium der Deutschen Forschungsgemeinschaft.
Er war außerdem bis 2007 Vorstandsvorsitzender des deutschen Verbandes Forschender Arzneimittelhersteller e. V. (VFA). Darüber hinaus war er Präsidiumsmitglied des Bundesverbandes der Deutschen Industrie e. V. (BDI) sowie des Verbandes der Chemischen Industrie e. V. (VCI).
2007 wurde er vom deutschen Bundespräsidenten in den Wissenschaftsrat berufen.
Seit 2008 ist Barner Mitglied im Präsidium des Deutschen Evangelischen Kirchentages.
Dem 35. Deutschen Evangelischen Kirchentag 2015 in Stuttgart stand er als Präsident vor.
Im November 2015 wurde er als Mitglied in den Rat der EKD gewählt und 2021 wiedergewählt.
Barner war von 2016 Kuratoriumsvorsitzender und Geschäftsführer der Fazit-Stiftung, die als Mehrheitseigentümerin die Frankfurter Allgemeine Zeitung kontrolliert. Zum Juli 2019 wechselte er mit Karl Dietrich Seikel die Rollen in Fazit-Stiftung und Aufsichtsrat. Er ist nunmehr Aufsichtsratsvorsitzender der Frankfurter Allgemeinen Zeitung.
Seit 2017 ist Barner Vorstandsvorsitzender der Gutenberg Stiftung, die das Gutenberg-Museum in Mainz unterstützt.

## Privates
Barner ist mit Susanne Barner verheiratet und hat eine Tochter.

## Auszeichnungen
2002 erhielt er das Große Silberne Ehrenzeichen für Verdienste um die Republik Österreich. 2008 wurde Barner mit dem vom österreichischen Bundespräsidenten verliehenen Berufstitel Professor für seine besonderen Verdienste um den Forschungsstandort Österreich geehrt. 2011 wurde ihm das Verdienstkreuz am Bande des Verdienstordens der Bundesrepublik Deutschland verliehen. Für 2016 wurde Barner die Leibniz-Medaille der Berlin-Brandenburgischen Akademie der Wissenschaften zugesprochen. Im August 2020 erhielt er das Bundesverdienstkreuz erster Klasse.
Andreas und Susanne Barner sind Ehrenmitglieder der Akademie der Wissenschaften und der Literatur, Mainz. 2021 erhielten sie die Leibniz-Medaille der Akademie der Wissenschaften und der Literatur Mainz.